# 法華講
法華講（ほっけこう）または法華講衆（ほっけこうしゅう）は、日本仏教の法華宗の講中や講社（「講」の記事を参照）のことである。
ここでは主に日蓮正宗の信徒団体の法華講（ほっけこう）について説明する。

## 日蓮正宗法華講
日蓮正宗法華講本部の現在の指導教師は以下の3名。
- 八木日照（東京・法道院主管、総監）
- 水島日叡（所沢・能安寺住職、宗務院教学部長）
- 阿部日明（東京・常在寺住職、宗務院布教部長）

2013年5月現在、総講頭は不在。大講頭は星野浩一郎（連合会第6代委員長、東京・本行寺信徒）以下7名。大講頭は宗制宗規では若干名と規定されている。
1962年（昭和37年）に、総本山第66世日達の代に日蓮正宗法華講連合会（にちれんしょうしゅうほっけこうれんごうかい）が結成され、信徒団体として組織化が進んだ。総本山大石寺に本部、日蓮正宗各寺院に支部を置く。各布教区内寺院の支部で地方部（富士地方部は、大石寺塔中の各坊の法華講で構成される）を組織している。所属信徒が多い一部の寺院では支部を2つ以上組織しているところもある。なお、東京都墨田区には、常泉寺ならびに妙縁寺から近い場所に法華講連合会の富士会館があり、東京第一地方部も同居している。
ただし、法華講連合会自体は、その名の通り、各寺院法華講の連合組織であり、師弟関係は所属寺院の住職と信徒が結ぶものであって、連合会の目的は指導系統ではない。
毎年3月の最終日曜日に、総本山で法主出席のもとに連合会の総会が行なわれる。年に一度、各地方部内の主要寺院で（一部の地方部では会場を借りて）地方部総会が行なわれ、また、各寺院で支部総会（年1回）と支部総登山会が行なわれる。
なお、法華講連合会では、機関紙として、「大白法（だいびゃくほう）」を月2回（毎月1日と16日）発行している。

### 講員数
機関紙『大白法』の公表によると、2021年（令和3年）時点で講員数80万7900人が確認されたという。

### 正信会の法華講
日蓮正宗から宗外追放となった元僧侶らが設立した正信会でも、檀徒団体は日蓮正宗法華講（にちれんしょうしゅうほっけこう）を名乗っており、年に一回、全国大会を開いている。

### 過去に法華講に所属していた宗教団体
かつて所属していた宗教団体とその処分は以下の通り。
- 創価学会は、1991年（平成3年）11月に日蓮正宗から「破門処分」を受けた。
- 冨士大石寺顕正会（旧・妙信講）は、1974年（昭和49年）8月に日蓮正宗から「講中解散処分」（信徒組織の解散処分）を受けた。

### 日蓮正宗理境坊所属 妙観講
妙観講（みょうかんこう）は、総本山大石寺塔中理境坊に所属する法華講中である。1970年代の池田大作本仏論への対抗の動きから結成され、1980年8月、第67世日顕に認可された。